# Abd-al-Màlik (I) ibn Nuh
Abu-l-Fawaris Abd-al-Màlik ibn Nuh ibn Nasr, més conegut simplement com a Abd-al-Màlik (I) ibn Nuh o pels làqabs al-Màlik al-Muwàffaq en vida i al-Màlik al-Muàyyad pòstumament (944 - 961) fou emir de la dinastia samànida a Transoxiana i Khurasan (954-961).
Sota el govern del seu pare Nuh I ben Nasr (943-954) havien sorgit problemes amb els ambiciosos amirs (generals) turcs especialment amb Abu Ali Čagani, governador del Khurasan, que tenia una poderosa base de suport al Čaganiyan a l'alt Oxus, i amb Abu Ali Ibrahim Simdjuri, que posseïa extensos dominis al Kuhistan (o Kohistan), enfrontats un amb l'altra, i poc dòcils a l'autoritat de l'emir; a més van créixer les dificultats financeres per poder pagar als soldats i es van incrementar els impostos amb la inevitable pèrdua de suport; tot i aquest increment encara sovint els soldats turcs no podien cobrar i es produïren diversos motins.
Abd al-Malik I ben Nuh va succeir al seu pare quan només tenia deu anys l'agost del 954, i fou proclamat a Bukharà. Va destituir a Abu Ali Čagani com a governador del Khurasan i va nomenar al seu lloc a Bakr ibn Malik. A Bukharà va nomenar un visir, Abu Mansur Muhammad ibn Uzayr. Més tard el govern del Khurasan va passar a Abu l-Hasan Mohammad Simdjuri i després el 960 a Abu Mansur Muhammad ibn Abd al-Razzak. Dos o tres anys abans fou nomenat visir a Bukharà Abu Djafar al-Utbi i el 959 aquest càrrec va passar a Abu Mansur Yusuf ibn Isḥak.
L'emir va intentar contínuament desfer-se de la tutela dels seus amirs o generals i un d'aquestos, Baktegin, fou executat, però els desordres que van seguir el van aconsellar nomenar governador del Khurasan al amir esclau turc Alptegin (961) al que acabava de destituir de comandant en cap de l'exèrcit, càrrec que va donar a Abu Nasr Mansur ibn Baykara. El càrrec de visir va passar a Abu Ali Muhammad Balami, poc adequat per fer la tasca i que va actuar com a agent de Alptegin; el visir no donava un pas sense haver consultat prèviament al governador del Khurasan, o sense haver rebut un suggeriment d'aquest.
Abd al-Malik va morir d'una caiguda de cavall mentre jugava al polo a Bukharà amb només 17 anys (novembre del 961). El va succeir el seu germà Mansur I ben Nuh (961-976).